# Jules Mees
Jules Mees (Hingene, 26 de setembro de 1876 — Jette, Bruxelas, 27 de junho de 1937), por vezes referido por Juliaan Mees, foi um professor de geografia histórica e de economia política na Universidade de Gante (Universiteit Gent) que se notabilizou pelos seus estudos sobre os descobrimentos portugueses.

## Biografia
Mees nasceu em Hingene, Província de Antuérpia (Bélgica) a 26 de setembro de 1876. Após concluir o ensino secundário no Onze-Lieve-Vrouwcollege em Boom (Bélgica), estudou história na Universidade de Gante, graduando-se com um doutoramento em 1899 com uma tese sobre o descobrimento das ilhas dos Açores.
Em 1900-1902 prosseguiu estudos em história económica e geografia histórica nas Universidades de Munique e de Viena, e em 1902-1903 foi professor numa escola secundária estatal em Ghent. Em 1903 obteve um cargo nos Arquivos do Estado da Bélgica. Também ensinou na École Supérieure Commerciale et Consulaire, situada em Mons.
Tendo aderido ao movimento nacionalista flamengo, em 1917, durante a ocupação alemã da Bélgica no contexto da Primeira Guerra Mundial, aceitou um cargo na Vlaamsche Hogeschool, uma instituição de ensino superior em língua flamenga patrocinada pela Alemanha em reação à utilização exclusiva da língua francesa na Universidade de Gante, que ficou conhecida por Universidade von Bissing (em neerlandês: von-Bissinguniversiteit), por ter sido criada sob a égide do general prussiano Moritz von Bissing, o governador-geral que encabeçava o Governo Geral Imperial Alemão da Bélgica (Kaiserliches Deutsches Generalgouvernement Belgien) imposto pelas forças de ocupação alemãs.
Jules Mes, em consequência de ter trabalhado na Vlaamsche Hogeschool, terminada a guerra, em 1920 foi julgado como colaborador com o coupante e condenado a dois anos de prisão, cumprindo 14 meses de pena.
Após ser libertado da prisão, ficou impedido de seguir carreira académica, passando a trabalhar como empregado de escritório. Passou por graves dificuldades por ter perdido o emprego durante a Grande Depressão. Nos seus últimos anos dedicou o seu tempo à história local, em particular à historiografia de Bornem. Fleceu em Jette (Bruxelas) a 27 de junho de 1937.

## Obras
Entre muitas outras. é autor das seguintes obras:
- Histoire de la découverte des îles Açores (Ghent, 1901)
- L'institution consulaire en Belgique depuis 1830 (Ronse, 1908)
- "La statistique douanière de la Belgique dans la seconde moitié du XVIIIe siècle", Revue belge d'histoire, 1 (1914), pp. 72-97.